# Pierre-Emmanuel Bourdeau
Pierre-Emmanuel Bourdeau (Sainte-Gemmes-d'Andigné, 19 maggio 1975) è un ex calciatore francese, di ruolo difensore.

## Carriera

### Club
Difensore centrale o terzino destro, giocò per Rennes B, Ancenis, Stade Poitevin, Thouars Foot 79, Guingamp, Clermont Foot, Racing de Ferrol e Voltigeurs de Chateaubriant. Vanta 86 incontri e 1 gol in Ligue 1, 154 sfide e 3 reti in Ligue 2 e la partita di Coppa UEFA 1996-1997 giocata il 23 settembre 1996 tra Inter e Guingamp (1-1).

## Palmarès

### Club

#### Competizioni internazionali
- Coppa Intertoto UEFA: 1

Guingamp: 1996